# Средња школа „Вук Караџић” Бабушница
Гимназија „Вук Караџић” у Бабушници је била средњошколска установа, гимназијског типа у општини Бабушница која од 2018. године спајањем са техничком школом носи назив Средња школа "Вук Караџић" Бабушница.

## Историјат
Школу је основао Народни одбор општине Бабушница 14. јула 1961. године. Школом је управљао колективни орган тј. школски одбор и старешина установе тј. директор. То је првобитно био Никола Стојиљковић.
1961. година је била прва година уписа ђака. Она је званично почела са радом 13. септембра 1961. године. Ученици су били распоређени у три одељења. Што се тиче простора, настава се одвијала у згради основне школе у Бабушници.
Први матуранти бабушничке гимназије завршили су школовање школске 1964/65. године.
Гимназија “Вук Караџић“ у Бабушници трансформисана је у Образовни центар 1977. године. Образовни центар је имао низ нових смерова: правно-биротехнички смер, природно-технички смер, текстилни, машински и гумарски смер.
Стара школска зграда није имала довољно простора за рад те је републички просветни инспектор наложио изградњу новог објекта или укидање Школе. 1982. је Школа добила потпуно нову зграду, одвојену од основне школе. При Гимназији ради и Дом ученика који може да прими и до 60 ученика. Гимназија данас има само један смер - општи. Ученицима су на располагању 16 просторија.
Одлуком Владе о променама мреже средњих школа, гимназија и средњих стручних школа, 2018. године се гимназија спојила са Техничком школом Бабушница те се сад ова средњошколска установа назива "Средња школа" Бабушница.
Садашњу функцију директора обавља Игор Ракић.